# Ideal (ética)

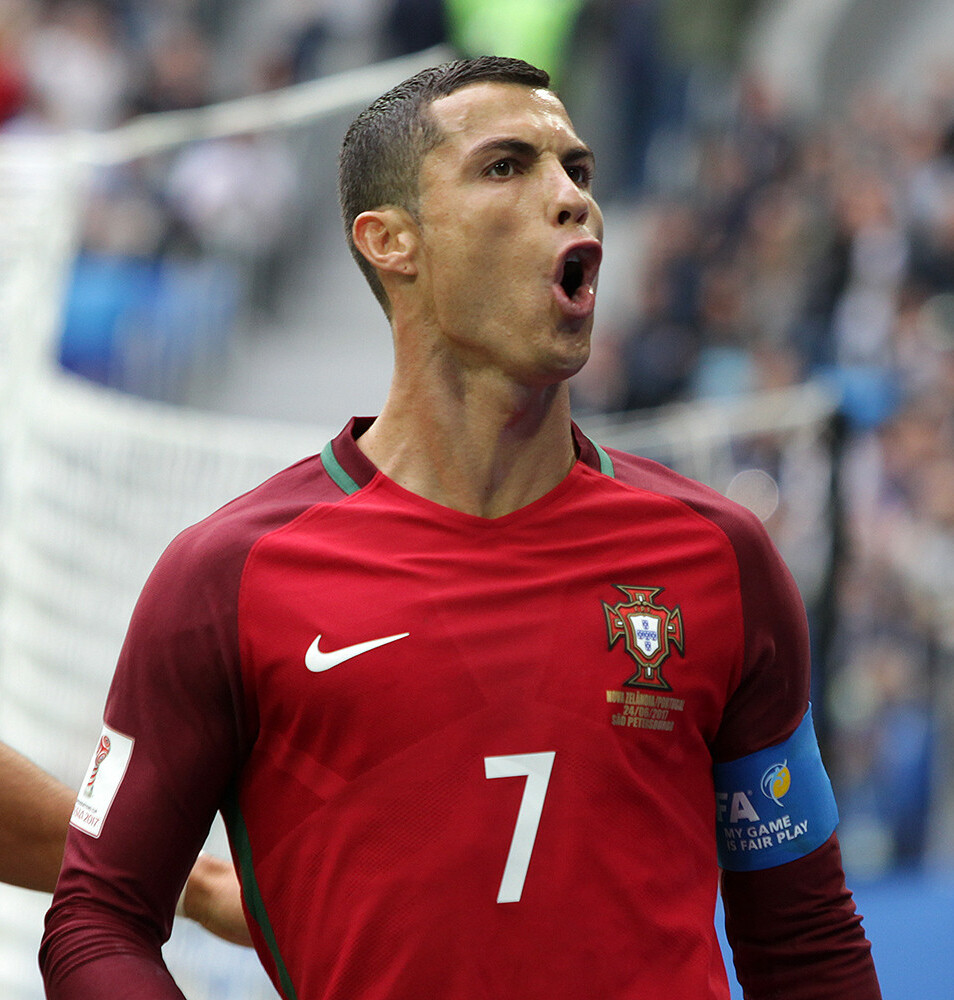
Para muitas pessoas, o jogador Cristiano Ronaldo representa um ideal de sucesso profissional.

Um ideal (do termo latino ideale) é um princípio, valor ou bem material que serve como uma meta para algum indivíduo.
Por exemploː alguém que alega ter um ideal de honestidade, mas está disposto a mentir para proteger um amigo, está demonstrando que tem a amizade como um ideal mais importante do que a honestidade. 
No direito, um juiz é, frequentemente, chamado a estabelecer o equilíbrio entre o ideal de verdade - usar todas as provas, mesmo as recolhidas injustamente - e o ideal da justiça - que exigiria que se excluíssem, do processo, as provas recolhidas injustamente. 
Em política, ideais desempenham um papel crucial. Durante a Revolução Francesa, os princípios "Liberdade, Igualdade, Fraternidade" foram elevados ao status de ideais. Os Quatro Pilares do Partido Verde (sabedoria ecológica, justiça social, democracia de base e não violência) são igualmente elevados a esse estado atualmente. Na verdade, a maioria dos movimentos políticos tem um certo conjunto de ideais. 
Uma forma diferente de ideal é um ídolo ou herói, que constitui um exemplo moral. Dado que este é um personagem (real ou fictício), torna-se demasiado complexo e multifacetado para ser considerado um ideal. No entanto, quando são encontrados na forma de uma história, com apenas alguns traços em exibição, eles tornam-se um arquétipo simplificado a partir do qual pode-se muito facilmente derivar vários estereótipos ou mimetismos. No Islã, por exemplo, a vida de Maomé é tida como "ideal", mas deve ser interpretada pelos crentes através da história de sua vida, o sira, e dos seus muitos ditos, o hadith.